# Ingrid Grummt

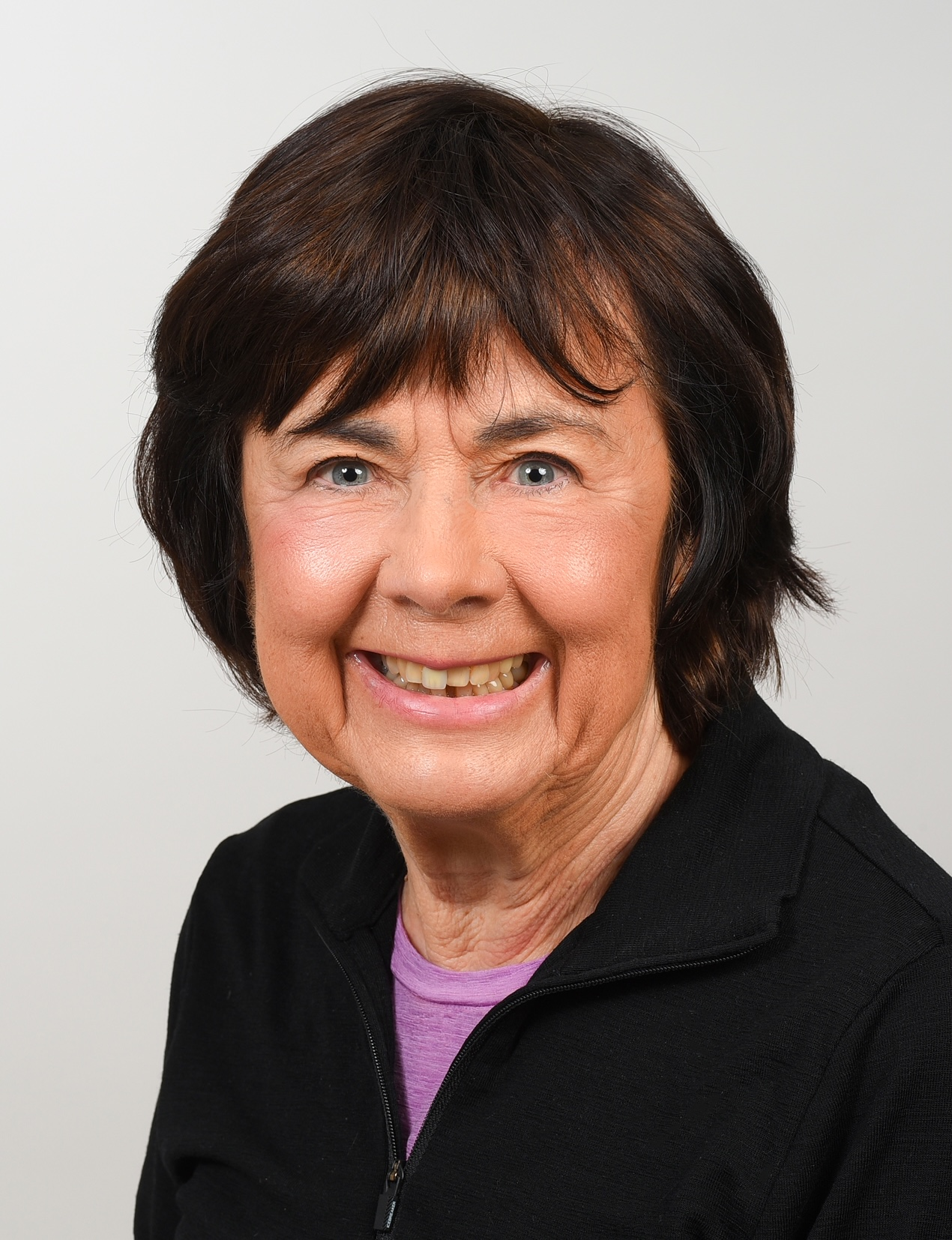
Ingrid Grummt (2024)

Ingrid Grummt (* 26. November 1943) ist eine deutsche Molekular- und Zellbiologin. Sie hält eine Helmholtz-Professur für Molekularbiologie am Deutschen Krebsforschungszentrum (DKFZ) in Heidelberg. Im Jahr 1990 wurde sie mit dem Leibnizpreis ausgezeichnet.

## Beruflicher Werdegang
Ingrid Grummt studierte ab 1962 Biologie an der Humboldt-Universität Berlin mit dem Abschluss 1967 und der Promotion 1970. Als Post-Doktorandin war sie an der Deutschen Akademie der Wissenschaften in Berlin tätig. 1972 floh sie mit ihrem Mann und ihrer Tochter aus der DDR nach Westdeutschland und forschte ab 1972 am Max-Planck-Institut für Biochemie in München. 1977 habilitierte sie an der Universität München.
1980 bis 1984 leitete sie eine Forschungsgruppe am Institut für Biochemie der Universität Würzburg. 1985 bis 1989 war sie Professorin für Mikrobiologie an der Universität Würzburg, und ab 1989 war sie als erste Frau Abteilungsleiterin am Deutschen Krebsforschungszentrum in Heidelberg. Diese Leitungstätigkeit übte sie bis 2015 aus. 1992 bis 2005 war sie Mitglied des DKFZ-Kuratoriums. Im Jahr 2012 wurde sie vom Französischen Institut für Gesundheit und medizinische Forschung INSERM für ihr Lebenswerk mit dem Prix International ausgezeichnet.

## Forschungsschwerpunkte
Ingrid Grummt befasst sich mit der Genregulation in Säugerzellen, insbesondere dem Mechanismus, wie äußere Umweltsignale die Transkription des Genoms der Zelle ändern. Dazu gehören auch fehlgeleitete Genexpressions-Prozesse wie bei Krebs oder anderen Erkrankungen.
Außerdem befasst sie sich mit epigenetischen Kontrollmechanismen der Genexpression, die etwa über die Veränderung der Struktur des Chromatins wirken, dem DNA-Protein-Komplex in den Chromosomen, der dem Schutz der DNA dient. Änderungen am Chromatin können aber verhindern oder ermöglichen, dass bestimmte Genabschnitte ausgelesen werden können. Sie konnte nachweisen, dass bei der epigenetischen Genregulation nicht-kodierende RNA (ncRNA) eine wichtige Rolle spielen. Sie sorgen dafür, dass regulatorische Genregionen durch Methylierung blockiert werden können. Grummt untersucht auch die Rolle dieser epigenetischen Mechanismen bei Krebs (Unterschied von Methylierungsmustern in Normal- und Krebszellen).
Sie entdeckte einen Proteinkomplex (NoRC), der ribosomale Gene dadurch stilllegt, dass diese enger gepackt werden. Die Ausschaltung dieser Gene spielt eine Rolle bei Alterungsprozessen und Erbkrankheiten.

## Auszeichnungen
Grummt ist Mitglied der Leopoldina und seit 1998 der Academia Europaea. Seit 1985 ist sie Mitglied der European Molecular Biology Organisation (EMBO) und 2002 bis 2007 war sie in deren Rat. 
- 1990: Gottfried-Wilhelm-Leibniz-Preis
- 2008: ERC Advanced Grant
- 2010: Women in Science Award von FEBS und EMBO[8]
- 2012: Prix International de l’INSERM
- 2013: Schleiden-Medaille der Leopoldina